# Madrepora pelewensis
Madrepora pelewensis is een rifkoralensoort uit de familie van de Oculinidae. De wetenschappelijke naam van de soort is voor het eerst geldig gepubliceerd in 1891 door Rehberg.